# Маэда Тосинага
Маэда Тосинага (前田 利長, 15 февраля 1562 — 27 июня 1614) — 1-й даймё Кага-хана (1599—1605), старший сын и преемник Маэды Тосииэ (1538—1599), правителя провинций Ното и Кага.

## Биография
Маэда Тосинага родился в 1562 году в отцовском замке Арако в провинции Овари. В 1587 году он командовал 3-тысячным отрядом и участвовал в военной кампании Тоётоми Хидэёси на остров Кюсю.
В апреле 1599 года после смерти своего отца Маэда Тосииэ Тосинага унаследовал провинцию Кага с центром в Канадзаве. Его младший Маэда Тосимаса получил во владение провинцию Ното.
В 1600 году во время борьбы за верховную власть в Японии между Токугавой Иэясу и Исидой Мицунари Маэда Тосинага поддерживал первого, а его брат Тосимаса выступил на стороне второго. Маэда Тосинага сражался против Уэсуги Кагэкацу на севере Хонсю. После победы Токугавы Иэясу в битве при Сэкигахара он получил во владение домен в провинции Ното с доходом 215000 коку, который принадлежал ранее его младшему брату Тосимаса. В результате Тосинага стал самым богатым даймё из существующих в правление Токугава Иэясу. Он имел доход 1250000 коку.
Токугава Иэясу подозревал Маэду Тосинагу в организации заговора против сёгуната. Чтобы отвести от себя подозрения, Тосинага вынужден был долго оправдываться через своих ближайших помощников — Нагатика Йокояма и Укона Такаяма. В 1602 году он даже отправил свою мать Маэду Мацу в качестве почётной заложницы в Эдо, столицу сёгуната Токугава. Благодаря такой политике, Маэда смог сохранить свой родовой домен Кага-хан.
Маэда Тосинага был женат на дочери Оды Нобунаги, от брака с которой детей не имел.
В 1605 году Маэда Тосинага добровольно отказался от титула в пользу своего младшего брата Маэды Тосицунэ (1593—1658), ставшему 2-м даймё Кага-хана (1605—1639). Маэда Тосицунэ был женат на Таме, дочери сёгуна Токугавы Иэясу.